# Erica passerina
Erica passerina là một loài thực vật có hoa trong họ Thạch nam. Loài này được Montin mô tả khoa học đầu tiên năm 1775.